# Karaïm
El karaïm o caraïta és una llengua turquesa occidental (o kiptxak), que és parlada entre els caraïtes. Fa servir l'alfabet hebreu, però també se'n troben textos en alfabet llatí. A Lituània es poden trobar entre 200 i 500 persones que conserven la llengua. A Israel i Ucraïna també n'hi ha parlants, però sempre menys de 100. Els caraïtes (o karaïm) són de religió jueva, tot i que no segueixen totes les normes talmúdiques.
Exemple de caraïta amb traducció al català:
Atamyz, ki kiokliardia, machtavlu bolhej birligi adyjnyn... (Pare nostre que ets al cel, sigui santificat el teu nom...)